# Lophoceramica pyrrha
Lophoceramica pyrrha är en fjärilsart som beskrevs av Druce 1894. Lophoceramica pyrrha ingår i släktet Lophoceramica och familjen nattflyn. Inga underarter finns listade i Catalogue of Life.